# Крі-крі
Крі-крі́, або критський козел або агрі́мі (Capra aegagrus creticus, грец. κρι-κρι, αγρίμι) — підвид козла звичайного, поширений у Східному Середземномор'ї, сьогодні зустрічається лише на Криті та на сусідніх прибережних острівцях Діа, Тодору та Агії-Пантес.
Довжина корпусу крі-крі сягає від 1,2 до 1,6 м, до цього додається хвіст довжиною 15 до 20 см. Висота в плечах сягає 80 см, а вага — від 15 до 40 кг. Крі-крі мають світло-коричневу шерсть, на ногах і на морді — темно-коричневу. Влітку шерсть стає червонувато-коричневою, а взимку — світло-сірою. Вздовж спини тягнеться чорна смуга (пасок).
Вважають, що Крі-крі був завезений на острів Крит ще у період панування мінойської цивілізації. Однак, сьогодні крі-крі більш ніде не зустрічається, окрім Криту, і є його ендеміком. Раніше крі-крі водилися на островах Егейського моря, проте сьогодні вони мешкають на схилах Білих гір та на території Самарійської ущелини. У національному парку Самарії мешкає 15 ендемічних видів тварин, а сама територія є біосфернии заповідником організації ЮНЕСКО. Популяція крі-крі штучно створена в 1970-х роках у природному парку Буразані.
В 1960 роках популяція крі-крі була під загрозою вимирання і нараховувала лише 200 голів. Через те, що крі-крі був основним джерелом м'яса для критських партизан під час німецької окупації в роки Другої світової війни. Тому в 1962 році було вирішено заснувати на території Самарійської ущелини національний парк. Сьогодні на острові нараховується приблизно 2000 тварин і їхній охоронний статус знаходяться на уразливому рівні: мисливці все ще полюють на них заради ніжного м'яса, хоча полювання на крі-крі суворо заборонено.
В результаті археологічних розкопок були знайдені розписи із зображенням крі-крі. Деякі історики вважають, що на острові був культ цієї тварини ще в часи античності. Зазвичай самців називають агрімі (грец. αγρίμι, дос. «дикий»), а самиць — санада.

## Галерея

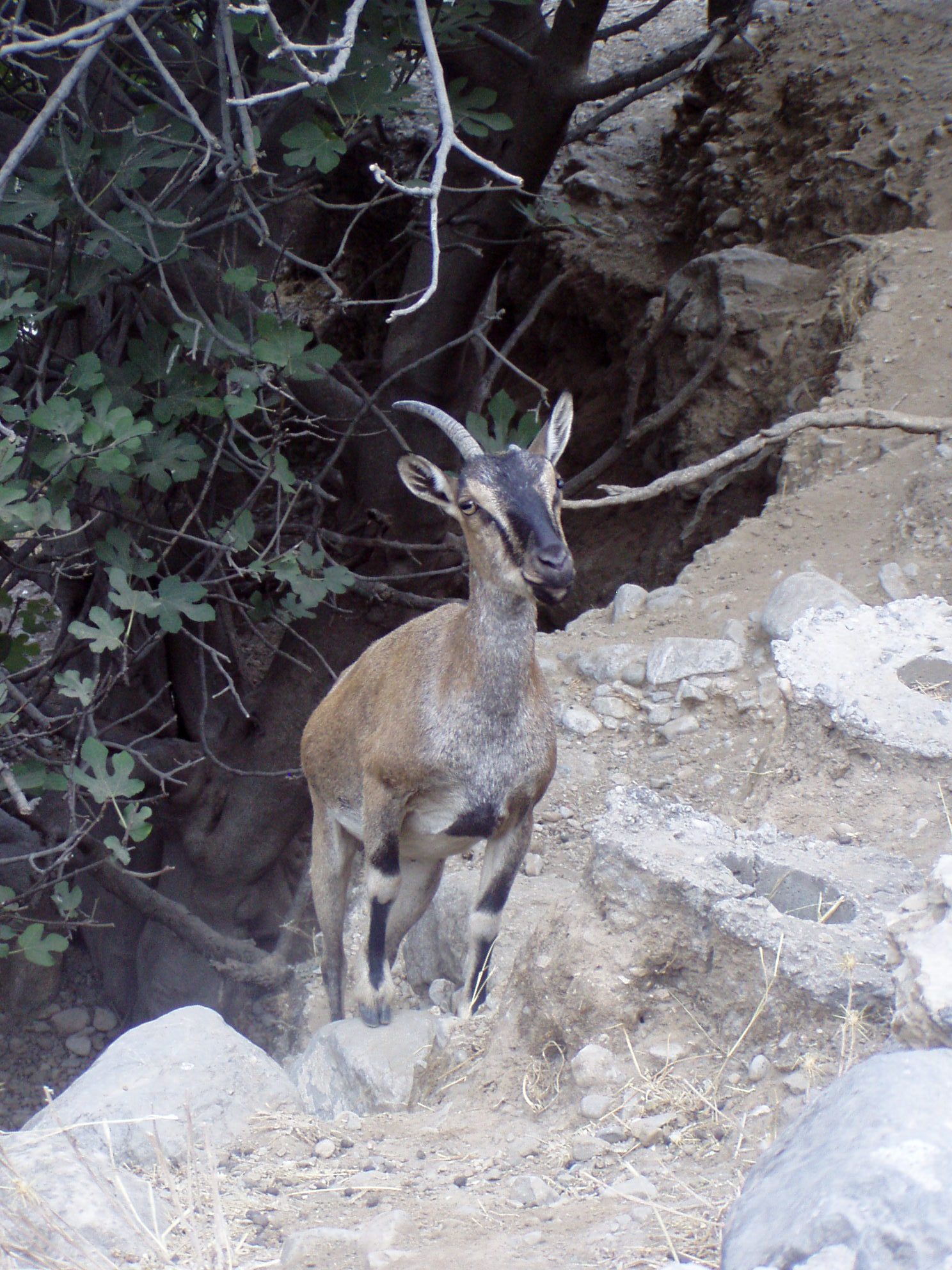
Крі-крі у Національному парку Самарії
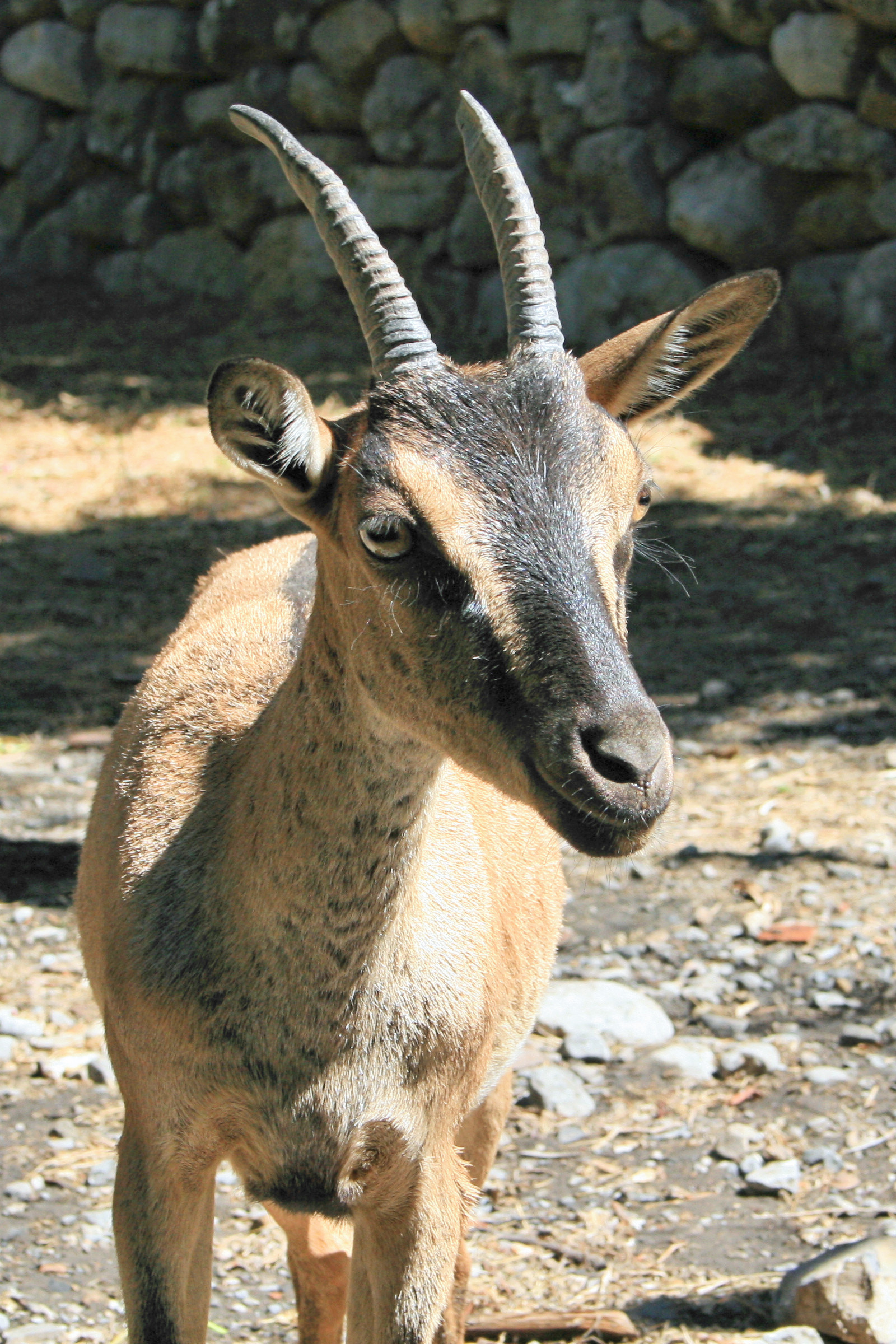
Крі-крі у Національному парку Самарії
Грецька поштова марка номіналом у 8 драхм із зображенням крі-крі